# Wim de Vries

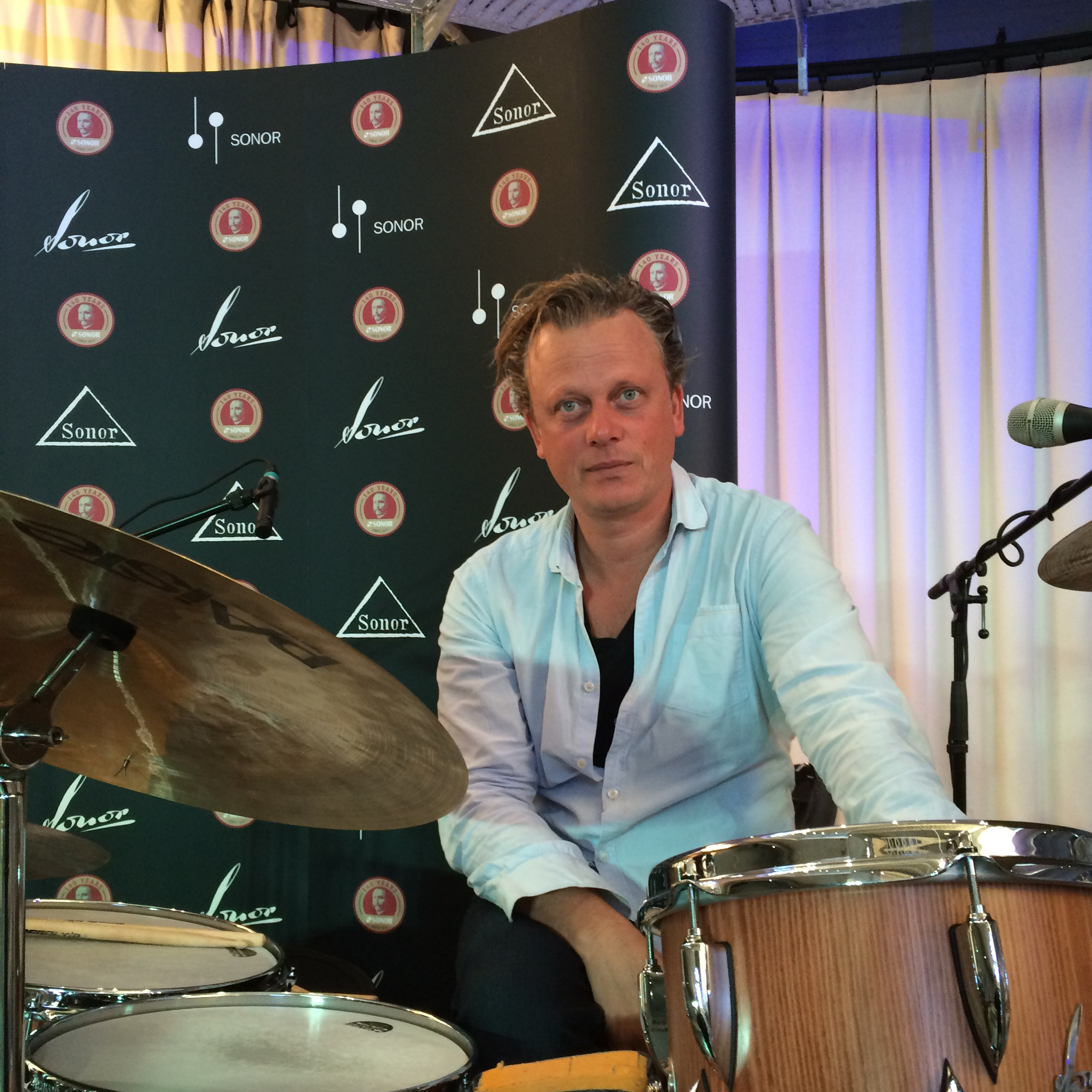
Wim de Vries (2015)

Wim de Vries (* 9. August 1970 in Dieren) ist ein niederländischer Jazzschlagzeuger. Zusammen mit René Creemers bildet er das Duo Drumbassadors.

## Leben
De Vries spielte als Kind und Jugendlicher Snare Drum in einer Marching Band. Ab 1986 studierte er Schlagzeug am Konservatorium von Arnhem. Zur gleichen Zeit wurde er Mitglied des Marcus Schinkel Trio mit dem Pianisten und Keyboarder Marcus Schinkel und dem Bassisten Bas Rietmeijer, mit dem er bisher vier Alben aufnahm.
Außerdem war er Mitglied des Arnhem Jazz Trio. Mit dem Pianisten der Gruppe, Johan van der Kouwe, ging er ans Berklee College of Music in Boston. Er tourte dann mit Gruppen wie Oostenwind und JazzFactor und nahm an einer Europatournee des Glenn Miller Orchestra teil.
Zwischen 1999 und 2005 wirkte de Vries an verschiedenen Theaterprojekten mit, dann gründete er mit René Creemers das Duo The Drumbassadors. Daneben trat er bei Festivals mit Drummern wie Steve Gadd, Virgil Donati, Steve Smith und William Kennedy auf.

## Diskografie
- Arnhem Jazz Trio: The A.J.T.
- Oostenwind: Stratusphunk
- The JazzFactor: Flying
- Groovability to Swing
- Chicago – The Musical
- Saturday Night Fever
- Drumbassadors Vol. I

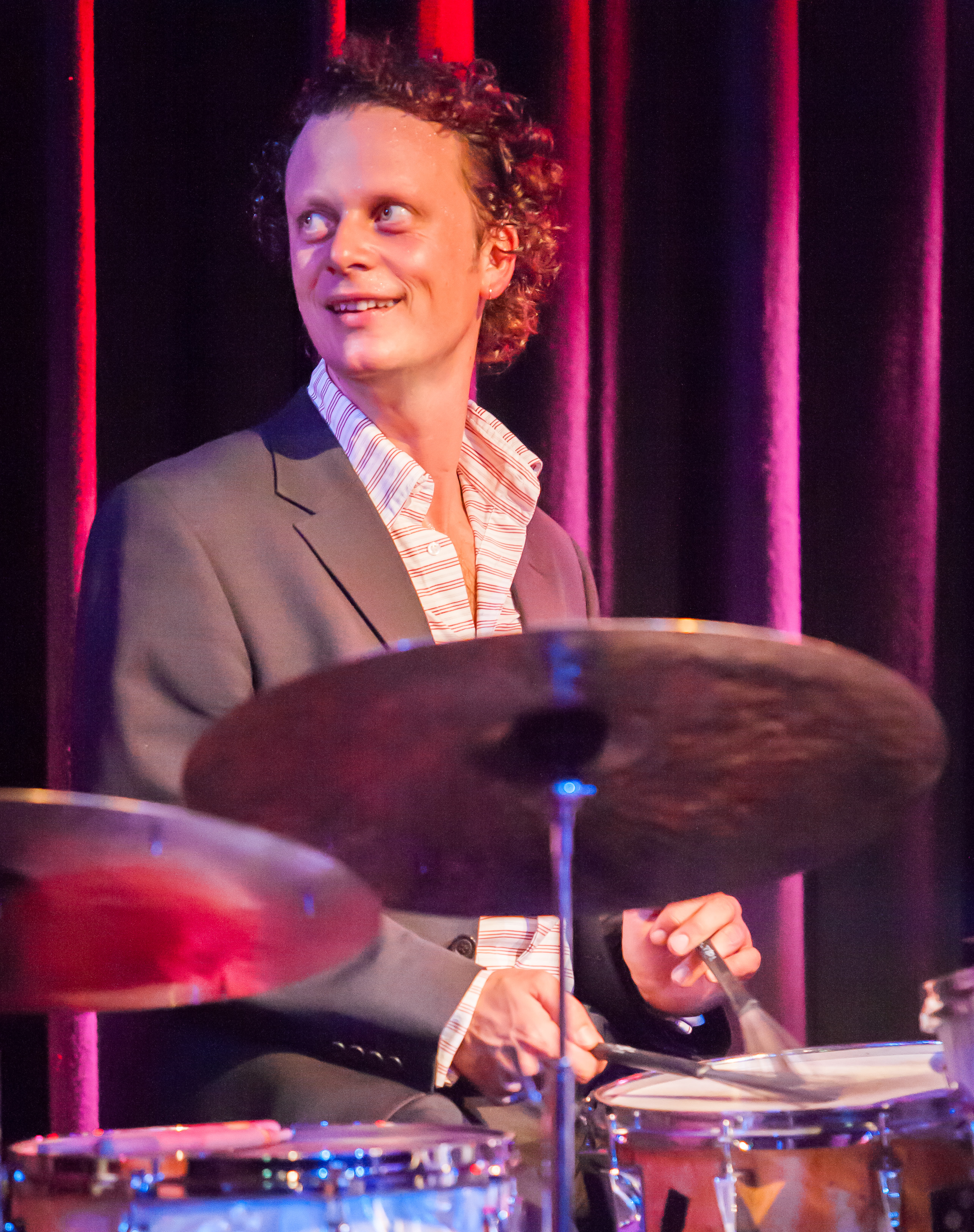
Wim de Vries mit dem Marcus Schinkel Trio (2007)

- Drumbassadors Live in New York (2003)
- Ultimate Drummer Weekend Melbourne
- Marcus Schinkel Trio: The First of a Million Tones (1996)
- Marcus Schinkel Trio: News From Beethoven (2004)
- Marcus Schinkel Trio: 9 Symphonies (2009)
- Marcus Schinkel Trio: Crossover Beethoven (2015)